# Bedlno Radzyńskie
Bedlno Radzyńskie – wieś w Polsce położona w województwie lubelskim, w powiecie radzyńskim, w gminie Radzyń Podlaski.
W latach 1975–1998 miejscowość administracyjnie należała do województwa bialskopodlaskiego.
Wieś jest sołectwem w gminie Radzyń Podlaski. Według Narodowego Spisu Powszechnego z roku 2011 wieś liczyła 280 mieszkańców.
W Bedlnie Radzyńskim znajduje się stacja kolejowa Radzyń Podlaski.
Wierni Kościoła rzymskokatolickiego należą do parafii Trójcy Świętej w Radzyniu Podlaskim lub parafii św. Antoniego Padewskiego w Turowie.